# Nataly Arteaga
Nataly Arteaga Insuasty (* 25. November 1987 in Pasto) ist eine kolumbianische Fußballschiedsrichterassistentin.
Arteaga stammt aus Pasto und leitet Spiele im kolumbianischen Vereinsfußball. Darüber hinaus steht sie seit 2020 auf der Liste der FIFA-Schiedsrichter und ist an der Spielleitung internationaler Fußballpartien beteiligt.
Bei der Copa América 2022 in Kolumbien leitete Arteaga drei Spiele. Zudem war sie als Schiedsrichterassistentin bei der U-20-Südamerikameisterschaft 2022 in Chile und bei der U-17-Weltmeisterschaft 2022 in Indien im Einsatz.